# 九一神鵰俠侶
《九一神鵰俠侶》是一部1991年上映的香港浪漫玄幻现代武侠片，元奎和劉鎮偉执导，元德任動作設計，劉鎮偉和王家衛編劇，大致改编于日本漫画《城市猎人》，劉德華、梅艳芳、郭富城、叶蕴仪领衔主演；钟镇涛、刘嘉玲友情演出。该片是劉德華创建的天幕製作有限公司出品的第一部電影，在口碑和票房上都获得了佳绩，入圍第11届香港電影金像獎及第29屆金馬獎共九項提名，榮獲香港電影金像獎最佳摄影和最佳美術指導。

## 剧情
黑帮人物老鹰刺杀千黛公主时遭遇姚美君的阻拦致使其行动失败，其眼睛也被弄瞎。被关在牢狱中的老鹰被徒弟银狐解救出来，老鹰要求银狐以后为其报仇雪恨杀掉美君，之后被银狐执行帮规杀死（因为刺杀行动失败）。秦哥、小村、美君都是城市雇佣兵，以捕捉悬赏通缉犯为业。小村暗恋美君，美君却喜欢秦哥，美君还有一位长相相同性格却很泼辣的姐姐美惠。一次秦哥拿出戒指盒向美君求爱却没有足够勇气亲自说出爱意，秦哥外出去迎接从澳门赶来的小村之妹——少女惠香。此时银狐来找美君报仇袭击美君，美君刺瞎了银狐的一只眼睛她自己也受了伤，小村为救美君不幸遇难。小村之死令美君和惠香都很伤心，为了避免秦哥也受到银狐的伤害，美君谎说自己已是小村的未婚妻，秦哥却不相信她的话，之后美君离开说等她忘了小村后再来找他。失恋的秦哥与失去哥哥的惠香自此相依为命，秦哥把惠香当成妹妹一样看待，而惠香则渐渐喜欢上了秦哥。
一次秦哥打电话给美惠询问美君的下落，美惠故意骗他说美君已改名为宠物夫人最近要举行比武招亲。秦哥就去宠物宫去找美君，他认为宠物夫人就是美君扮的，还战胜了高手霍都并揭开了夫人的面纱，夫人原本计划是要嫁给揭开其面纱的男人，然而秦哥看到夫人并不是美君后失望要离开，夫人自尊心受辱想要自杀被秦哥所阻。秦哥去宠物宫这天是惠香16岁生日，她原本盼望能与秦哥度过一个浪漫的生日，晚归的秦哥祝她生日快乐并安慰了她。
一次秦哥依靠计谋偷偷从美惠口中知道了美君的下落——就在自家的对面居住，而这个消息也被银狐知道了。美君担心惠香的安危打电话要惠香去对面找美君，此时银狐也来到美君住处，美君与银狐展开激战，此时距离小村逝世已有一年时间。由于银狐喝下了恐怖天使药水变得异常强大，致使美君中了两次恐怖天使之毒，如果她没有及时得到解药救治就会在24小时后成为听命于银狐的奴隶；秦哥及时赶来打退银狐，并带她去医院治疗，然而医生对此毒也无能为力。惠香在医院照顾美君时听到昏迷中的美君对秦哥的呼唤，就将秦哥一直思念寻找美君之事说出，秦哥又从惠香口中得知美君对自己的真爱，两人终于在病床上拥抱在了一起，美君叮嘱秦哥在她毒发变成坏人后要亲手杀了她。秦哥从美惠口中得知只有宠物夫人能解恐怖天使之毒，就抱着美君去宠物宫求夫人救美君，然而上次秦哥拒绝娶夫人之事令夫人一直对他怀恨在心，所以尽管秦哥苦苦哀求还弄伤了双腿夫人也拒绝拯救美君。
求救无果后两人归家，秦哥再次拿出戒指向美君求婚，并打算在美君毒发时令家中的瓦斯爆炸让两人一起殉情。这时银狐再次来临并挟持了惠香和美惠，秦哥与服下恐怖天使药水的银狐展开较量并多次中了恐怖天使毒，还令银狐一度卡在镜子里无法出来；后来镜子破碎银狐逃出，秦哥则得到了银狐身上剩余的几瓶恐怖天使并喝下它们使银狐打不过自己。此时美君毒发袭击秦哥，秦哥不愿还手打她而令自己受伤。秦哥要用瓦斯爆炸来消灭银狐，此时宠物夫人带领手下前来相助并解了美君之毒。最终银狐死于大火之中，秦哥携带美君远走高飞，而她身上还有宠物夫人给的解药可解秦哥身上之毒。后来相传有人在西藏看到秦哥和美君的身影。

## 角色
| 演员   | 粵語配音 | 角色              | 備註 |
| 劉德華 | 劉德華   | 秦哥              | 小村之好友兼情敵 姚美君之好友，並喜歡其，後向其求婚成為其夫 被惠香暗戀 銀狐之天敵 使用武器：左輪手槍、軟劍                                                                                 |
| 梅艷芳 | 龍寶鈿   | 姚美君            | 姚美惠之孿生妹妹 秦哥之好友，並喜歡其，後被其求婚成為其妻 小村之好友兼鍾情對象，後被其求婚 惠香、寵物夫人之情敵 銀狐之天敵 中了銀狐之恐怖天使毒，於結局被寵物夫人所解救 使用武器：炮彈飛刀 |
| 梅艷芳 | 羅君左   | 姚美惠            | 姚美君之孿生姐姐 「窒息子彈」發明者 |
| 郭富城 | 陳欣     | 銀狐              | 青龍幫成員 老鷹之徒弟 姚美君、秦哥、小川、惠香之天敵 於女廁追殺姚美君未遂，卻殺害小川，後被前者用炮彈飛刀刺盲右眼 最後與秦哥於火海搏鬥期間被其擊敗而葬身火海 使用武器：刀、「恐怖天使」    |
| 劉嘉玲 | 黃玉娟   | 寵物夫人          | 医术高明 喜歡秦哥，後被其拒絕後深恨其，最終成全其與姚美君 使用武器：綢帶 |
| 葉蘊儀 | 沈小蘭   | 惠香              | 小村之妹 暗戀秦哥 姚美君之情敵 使用武器：棒球棍 |
| 鍾鎮濤 | 鍾鎮濤   | 小村              | 惠香之哥哥 秦哥，姚美君之好友 喜歡姚美君，曾向其求婚 為救姚美君被銀狐殺害 使用武器：手槍                                                                                                   |
| 元奎   |          | 隐形博士/恐怖博士 | 发明家 「恐怖天使」發明者 （註：香港版本戲份被完全刪剪） |
| 潘宏彬 | 陳永信   | 霍都              | 想娶宠物夫人 |
| 方平   | 盧雄     | 老鷹              | 青龍幫成員 銀狐之師傅 因欲刺殺千代公主而被姚美君用炮彈飛刀刺盲雙目 於開頭被關於牢獄，後被銀狐劫獄獲救，獲救後向銀狐講下遺言後給其手槍要求其槍殺自己                                        |
| 潘芳芳 |          |                   | |
| 陳美琪 | 黃鳳英   | 婆婆              | 宠物夫人手下 |
| 葉晨   | 鄭麗麗   |                   | |

## 主创团队
- 動作設計：元德
- 攝影：鮑德熹 李德偉 Simon Li
- 剪接：潘雄 奚傑偉
- 服裝：陳顧方 唐萍
- 副導演：姚敏琦
- 美術：奚仲文 劉敏雄 邱偉明
- 場記：程雪貞
- 燈光：李德成
- 策劃：李潤華 余偉國
- 化妝：文潤鈴
- 道具：李坤龍 朱志旭
- 混音：Showreel Film Facilities
- 錄音：Sound Wave 錄音室
- 髮型：李蓮娣 張秀蘭
- 助理指導：劉崇峰 陳中泰

## 奖项
| 年份 | 頒獎典禮             | 獎項         | 名字         | 結果 |
| ---- | -------------------- | ------------ | ------------ | ---- |
| 1992 | 第11屆香港電影金像獎 | 最佳男配角   | 郭富城       | 提名 |
| 1992 | 第11屆香港電影金像獎 | 最佳攝影     | 鮑起鳴       | 獲獎 |
| 1992 | 第11屆香港電影金像獎 | 最佳剪接     | 潘雄、奚傑偉 | 提名 |
| 1992 | 第11屆香港電影金像獎 | 最佳美術指導 | 奚仲文       | 獲獎 |
| 1992 | 第11屆香港電影金像獎 | 最佳動作指導 | 元德         | 提名 |
| 1992 | 第29屆金馬獎         | 最佳攝影     | 鮑起鳴       | 提名 |
| 1992 | 第29屆金馬獎         | 最佳美術設計 | 奚仲文       | 提名 |
| 1992 | 第29屆金馬獎         | 最佳造型設計 | 陈顾芳       | 提名 |
| 1992 | 第29屆金馬獎         | 最佳武術指導 | 元德         | 提名 |